# Cap de Santa Pola
El Cap de Santa Pola o de l'Aljub és un cap de la costa Mediterrània al País Valencià al municipi de Santa Pola (Baix Vinalopó).
Situada al nord de la badia de Santa Pola i al sud de la d'Alacant, el cap de Santa Pola és un dels escassos exemples d'escull fòssil, d'origen neogen, del litoral mediterrani. El promontori s'expandeix cap a l'interior formant la Serra de Santa Pola, un espai verd del municipi, amb extenses pinedes. En el seu pic, vèrtex geodèsic de primer ordre, hi ha un far per a la navegació marítima, construït sobre l'antiga torre Talaiola. Sota el penya-segat que forma en la línia de costa, discorre una carretera amb petites cales, que uneix Santa Pola amb la urbanització il·licitana dels Arenals del Sol.
A 4,5 quilòmetres del cap en direcció sud-est es troba l'illa de Nova Tabarca, que pertany al terme municipal d'Alacant.